# Wasserstraßenkreuz

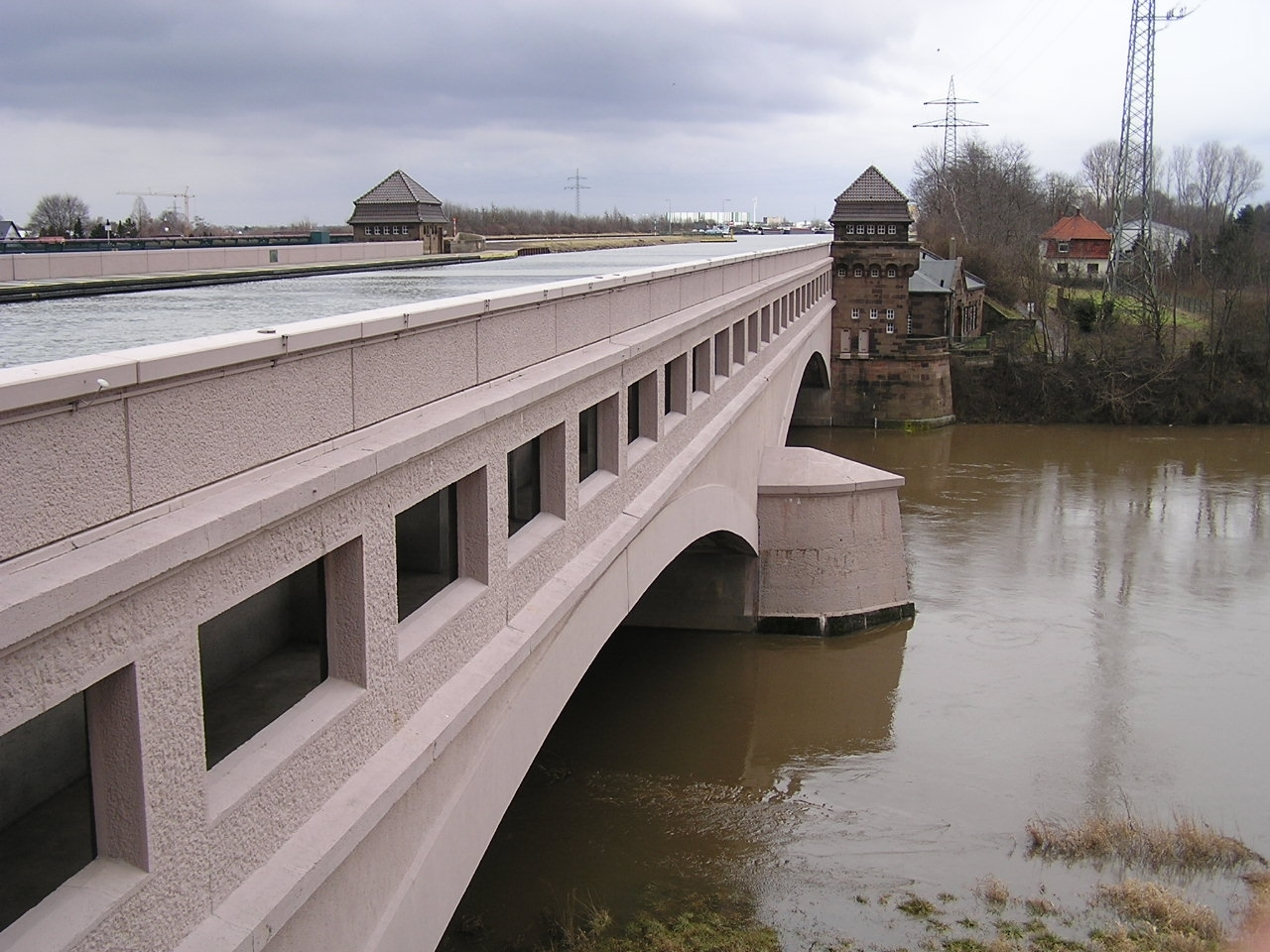
Wasserstraßenkreuz Minden

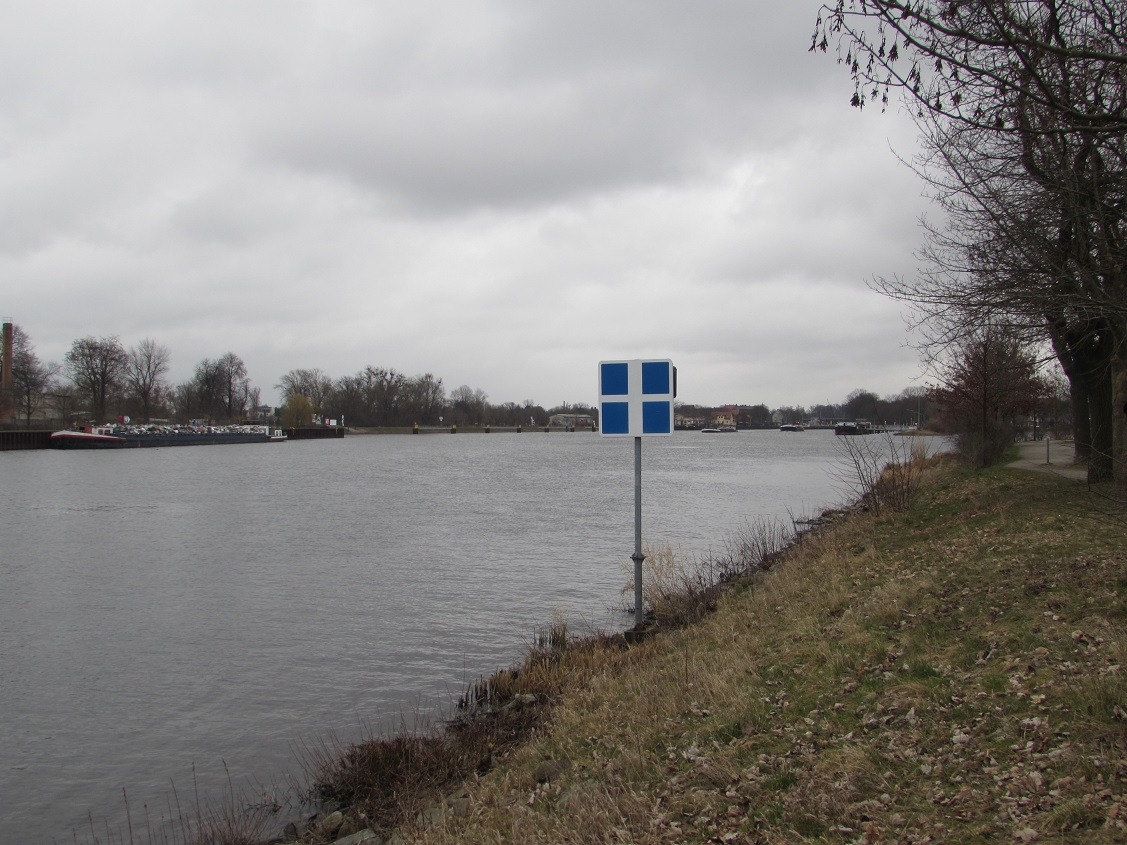
Höhengleiche Wasserstraßenkreuzung in Brandenburg an der Havel mit Ausschilderung der Hauptwasserstraße

Ein Wasserstraßenkreuz ist eine Kreuzung von mindestens zwei der Schifffahrt dienenden Wasserstraßen.
Die einfachste Form sind zwei höhengleiche Wasserstraßen, in der Regel Kanäle, die sich ohne weitere technische Bauwerke kreuzen. Sind die kreuzenden Gewässer nicht höhengleich, kann eine Wasserstraße in einer Trogbrücke über die andere hinweg geführt werden. Beispiele dafür sind die Wasserstraßenkreuze Magdeburg (über die Elbe) und Minden (über die Weser). Dabei ist mindestens eine Wasserstraße ein künstliches Gewässer, also ein Kanal.
Zentrales Bauwerk einer solchen Kreuzung ist eine Trogbrücke. Komplett wird das Kreuz durch die Möglichkeit, zwischen den Wasserstraßen zu wechseln. Üblicherweise ist dabei zumindest ein Verbindungskanal mit einem Schiffshebewerk oder einer Schleuse vorgesehen. Gibt es zwei Verbindungskanäle, ist auch bei gesperrter Trogbrücke ein Passieren für die Schifffahrt möglich.

## Wasserstraßenkreuze in Deutschland
- Kanalkreuz Datteln
- Wasserstraßenkreuz Magdeburg
- Wasserstraßenkreuz Minden
- Kanalkreuz Oranienburg